# ألفريدو كاسيلا
ألفريدو كاسيلا بالإنجليزية Alfredo Casella ( ولد في تورين 25 يوليو 1883؛ وتوفي في روما، 5 مارس 1947) مؤلف موسيقي إيطالي، ومايسترو، وعازف بيانو موهوب.

## حياته
درس في كونسرفتوار باريس؛ في عام 1900، التحق بفصل فوريه في التأليف الموسيقي. عند عودته لإيطاليا عام 1915، عمل مايسترو ومؤلف موسيقي في الموسيقى الإيطالية في سنوات ما بين الحرب. كوّن جمعية للترويج للموسيقى المعاصرة، واعتنق أسلوبًا طليعيًا في موسيقاه لفترة قصيرة. نحو عام 1920 عاد إلى الكلاسيكية الجديدة وطوّر اهتمامه بالتراكيب التي تنتمي للقرن الثامن عشر. شملت مهنته الدولية قيامه بجولات للاتحاد السوفييتي والعديد من العروض في الولايات المتحدة؛ ظهر أول مرة في أمريكا عام 1921 بمصاحبة أوركسترا فيلاديلفيا حيث لعب دور ثلاثي كمايسترو ومؤلف وعازف بيانو في نفس البرنامج، ولاحقًا عمل كمايسترو في فرقة بوسطن في الفترة (1927-1929). كان ساذج في الناحية السياسية فخضع لسحر الفاشية، حتى أنه كتب أوبرا تمجد مغامرة موسوليني في إثيوبيا عام 1963. بعد عام 1940، أصبح ضحية لمعاداة السامية في الحرب (لأن زوجته كانت يهودية) وعانى من مرض قاتل. كمؤلف موسيقي، كان كاسيلا عالميًا وانتقائيًا – لكنه كان تابعًا وليس قائدًا – ولا يجب أن نقلل من أهميته لأنه اهتم بموسيقى الآلات والتيارات الحديثة للفكر الموسيقي في إيطاليا بعد بوتشيني.

## وصلات خارجية
- ألفريدو كاسيلا على موقع الموسوعة البريطانية (الإنجليزية)
- ألفريدو كاسيلا على موقع ميوزك برينز (الإنجليزية)
- ألفريدو كاسيلا على موقع إن إن دي بي (الإنجليزية)
- ألفريدو كاسيلا على موقع أول ميوزيك (الإنجليزية)
- ألفريدو كاسيلا على موقع ديسكوغز (الإنجليزية)

1. 1 2  مشروع مكتبة الموسيقى الدولية | Alfredo Casella، QID:Q523660
2. 1 2  Brockhaus Enzyklopädie | Alfredo Casella (بالألمانية), OL:19088695W, QID:Q237227
3. 1 2  Gran Enciclopèdia Catalana | Alfredo Casella (بالكتالونية), Grup Enciclopèdia, QID:Q2664168
4. ↑  Proleksis enciklopedija | Alfredo Casella (بالكرواتية), QID:Q3407324
5. 1 2 3 4 5  Archivio Storico Ricordi، QID:Q3621644
6. ↑   https://www.lastampa.it/cultura/2016/04/12/news/da-noi-casella-ogni-giorno-c-era-il-novecento-1.36593577/. {{استشهاد ويب}}: |url= بحاجة لعنوان (مساعدة) والوسيط |title= غير موجود أو فارغ (من ويكي بيانات) (مساعدة)
7. 1 2  The NPR Listener's Encyclopedia to Classical Music by Ted Libbey